# Форт-Сміт (Арканзас)
Форт-Сміт (англ. Fort Smith) — місто (англ. city) в США, в окрузі Себастьян штату Арканзас. Населення — 89 142 особи (2020).

## Географія
Форт-Сміт розташований за координатами 35°20′57″ пн. ш. 94°22′15″ зх. д. / 35.34917° пн. ш. 94.37083° зх. д. (35.349276, -94.370883).  За даними Бюро перепису населення США в 2010 році місто мало площу 170,52 км², з яких 160,49 км² — суходіл та 10,03 км² — водойми.

### Клімат
| Клімат : Форт-Сміт                                  | Клімат : Форт-Сміт | Клімат : Форт-Сміт | Клімат : Форт-Сміт | Клімат : Форт-Сміт | Клімат : Форт-Сміт | Клімат : Форт-Сміт | Клімат : Форт-Сміт | Клімат : Форт-Сміт | Клімат : Форт-Сміт | Клімат : Форт-Сміт | Клімат : Форт-Сміт | Клімат : Форт-Сміт | Клімат : Форт-Сміт |
| Показник                                            | Січ.               | Лют.               | Бер.               | Квіт.              | Трав.              | Черв.              | Лип.               | Серп.              | Вер.               | Жовт.              | Лист.              | Груд.              | Рік                |
| Абсолютний максимум, °C                             | 27,2               | 30,6               | 34,4               | 35,6               | 37,2               | 41,1               | 43,9               | 46,1               | 42,8               | 35,6               | 30,0               | 27,8               | 46,1               |
| Середній максимум, °C                               | 9,9                | 13,0               | 18,2               | 23,2               | 26,9               | 31,2               | 33,9               | 34,1               | 29,7               | 23,8               | 17,1               | 10,8               | 22,7               |
| Середній мінімум, °C                                | −1,7               | 0,6                | 5,1                | 9,7                | 15,1               | 19,7               | 22,0               | 21,6               | 16,8               | 10,4               | 4,6                | −0,4               | 10,3               |
| Абсолютний мінімум, °C                              | −23,9              | −26,1              | −13,9              | −5,6               | 1,1                | 8,3                | 10,0               | 7,2                | 0,6                | −5,6               | −13,3              | −20,6              | −26,1              |
| Середня кількість сонячних годин на місяць          | 173,5              | 172,5              | 215,2              | 236,1              | 274,8              | 304,0              | 327,6              | 294,5              | 233,1              | 220,7              | 162,5              | 156,3              | 2770,8             |
| Норма опадів, мм                                    | 71                 | 70                 | 98                 | 109                | 139                | 109                | 84                 | 66                 | 103                | 110                | 113                | 84                 | 1155               |
| Днів з опадами                                      | 7,5                | 7,8                | 9,7                | 9,1                | 10,7               | 9,3                | 6,5                | 6,3                | 7,7                | 8,4                | 7,5                | 7,7                | 98,2               |
| Днів зі снігом                                      | 1,1                | 0,8                | 0,4                | 0,0                | 0,0                | 0,0                | 0,0                | 0,0                | 0,0                | 0,0                | 0,0                | 0,7                | 3,0                |
| Вологість повітря, %                                | 69.5               | 67.6               | 63.9               | 63.8               | 70.7               | 70.9               | 68.9               | 68.6               | 71.8               | 69.4               | 70.3               | 71.2               | 68.9               |
| --------------------------------------------------- | ------------------ | ------------------ | ------------------ | ------------------ | ------------------ | ------------------ | ------------------ | ------------------ | ------------------ | ------------------ | ------------------ | ------------------ | ------------------ |
| Джерело: NOAA (sun and relative humidity 1961–1990) |                    |                    |                    |                    |                    |                    |                    |                    |                    |                    |                    |                    |                    |

## Демографія
Згідно з переписом 2010 року, у місті мешкало 86 209 осіб у 34 352 домогосподарствах у складі 21 367 родин. Густота населення становила 506 осіб/км².  Було 37899 помешкань (222/км²). 
Расовий склад населення:
| - 69,3 % — білих - 9,0 % — чорних або афроамериканців - 5,3 % — азіатів - 1,8 % — корінних американців - 0,1 % — вихідців з тихоокеанських островів - 10,3 % — осіб інших рас |

До двох чи більше рас належало 4,2 %. Іспаномовні складали 16,5 % від усіх жителів.
За віковим діапазоном населення розподілялося таким чином: 25,5 % — особи молодші 18 років, 61,8 % — особи у віці 18—64 років, 12,7 % — особи у віці 65 років та старші. Медіана віку мешканця становила 35,1 року. На 100 осіб жіночої статі у місті припадало 95,0 чоловіків;  на 100 жінок у віці від 18 років та старших — 92,4 чоловіків також старших 18 років.
Середній дохід на одне домашнє господарство  становив 55 079 доларів США (медіана — 35 096), а середній дохід на одну сім'ю — 67 109 доларів (медіана — 46 031). Медіана доходів становила 35 476 доларів для чоловіків та 28 340 доларів для жінок. За межею бідності перебувало 26,9 % осіб, у тому числі 41,9 % дітей у віці до 18 років та 13,4 % осіб у віці 65 років та старших.
Цивільне працевлаштоване населення становило 37 966 осіб. Основні галузі зайнятості: освіта, охорона здоров'я та соціальна допомога — 22,6 %, виробництво — 20,6 %, роздрібна торгівля — 13,9 %, мистецтво, розваги та відпочинок — 8,4 %.